# Promachus annularis
Promachus annularis är en tvåvingeart som först beskrevs av Fabricius 1805.  Promachus annularis ingår i släktet Promachus och familjen rovflugor. Inga underarter finns listade i Catalogue of Life.